# ولسوالی حصارک
ولسوالی حصارک (به لاتین: Hesarak District) یک منطقهٔ مسکونی در افغانستان است که در ولایت ننگرهار واقع شده‌است. ولسوالی حصارک ۲۸٬۴۶۲ نفر جمعیت دارد.